# 盧英敏
盧 英敏（ノ・ヨンミン、朝鮮語: 노영민、1957年11月25日 - ）は、大韓民国の外交官、政治家。第17・18・19代国会議員。本貫は交河盧氏。忠清北道清州市出身。カトリック教徒。
「文在寅の意志を最も良く知っている人物」と評される文の側近で、文在寅政権では駐中国大使および大統領秘書室長を務めた。中国大使時代に新華社の取材を受けた際、漢詩で心境を披露したことがある中国通である。

## 経歴
- 延世大学校経営学科卒業[1]。
- 2017年 - 駐中国大使に就任[3]。赴任直前に「中国には侵略の遺伝子がない」と発言し[4]、着任直後に習近平主席への信任状捧呈式の芳名録で「万折必東」という四字熟語を使ったため、保守側から批判された[5]。
- 2019年 - 大統領秘書室長に就任[6]。
- 2022年6月 - 第8回全国同時地方選挙で忠清北道知事選に出馬したが、投票の結果、国民の力候補の金栄煥（朝鮮語版）に敗れ落選した[7]。
- 2022年12月 - 共に民主党元事務副総長の李炡根（朝鮮語版）のCJグループ系列会社の顧問への就職過程に圧力を行使したという疑惑に巻き込まれ、検察による出国禁止措置を受けた[8]。
- 2023年2月28日 - 2019年に北朝鮮の船員2人を亡命の意思に反して強制送還したとして、文在寅政権時代の他の高官3人と共に職権乱用の罪などで在宅起訴された[9]。
- 2025年2月19日 - ソウル中央地裁から職権乱用の罪で懲役6月の宣告猶予判決を言い渡された。他の3人についても宣告猶予とされた。2年間、別の事件で有罪判決を受けなければ、刑事罰を免れるだけでなく有罪判決自体が消滅する[10][11]。

### 秘書室長時代の出来事
- 2020年 - 不動産疑惑を受けて秘書官らと集団で辞表を提出するも受理されなかった[12]。
- 2020年10月31日 - 朝日新聞が徴用工問題の中で、韓国側が「日本が先に賠償に応じれば、後に韓国政府が相当額を補償する」という提案を行っていたとする報道が行われる。この提案は盧英敏を中心とした秘書室で検討したものとされ注目されたが、同年11月4日、盧英敏側は否定するコメントを出した[13][14]。
- 2020年12月30日 - 再び辞表を提出し受理された[15][16]。

## エピソード
2010年、20代の息子は韓国国会副議長の洪在馨の企画秘書官（4級相当）として採用されたが、盧は洪の国会副議長予備選の時に積極に支援したため、「恩返し人事」との批判を受けた。結局息子は辞職状を提出した。
2016年の第20代総選挙には不出馬であったが、その原因は2015年11月当時、国会産業通商資源委員長の盧は委員会傘下の公企業に自作の詩集の買取りを強要したことと、議員室にクレジットカードの端末を設置し領収書を発行したことが発覚し、新政治民主連合の倫理審判院により党員資格停止6か月の懲戒を下されたためである。なお、この詩集は教保文庫に検索結果がないが、文在寅が退任後に経営する本屋『平山書房』にはある。
文在寅政権後期に多数の住宅を保有する高官は家を1軒だけ残して、残りの不動産を処分しなければならない羽目になったが、盧はソウルの江南にある住宅を残し、故郷で選挙区の清州市に位置する家を売ったため、清州市民の怒りを買った。しかし、その後は江南の住宅も売った。
2020年11月4日、国会運営委員会の青瓦台国政監査で、盧は保守側による反文政権の「光復節の光化門集会」で死者が出た事態を受け、集会の主催者を「殺人者」と批判した。同月13日の国会運営委員会全体会議で「言い過ぎた」と謝罪したが、国民の力側から「国民を殺人者と言った」と批判されると、「国民を殺人者と言ったことはない。それはフェイクニュースだ」と否認した。
2022年10月、北朝鮮船員強制送還事件の取り調べで、検察側は「北朝鮮の住民も憲法上の韓国国民なので、強制送還は基本権への侵害」という出発点から捜査を行ったが、「憲法のどこに北朝鮮の住民全員が韓国国民だと書いているのか」「16人を殺害した稀代の殺人鬼が越南してきたのが帰順なのか」「目的が帰順ではないが、手段として帰順を選んだのは真の帰順ではないと思う」と反論した。ただし、北朝鮮住民の地位問題については盧の認識が大法院の判例に反するという指摘がある。